# Paragynaecoserica pubescens
Paragynaecoserica pubescens is een keversoort uit de familie bladsprietkevers (Scarabaeidae). De wetenschappelijke naam van de soort is voor het eerst geldig gepubliceerd in 1982 door Khan & Ghai.